# Chủ nghĩa nữ quyền duy vật
Chủ nghĩa nữ quyền duy vật là một dòng lý thuyết (chủ yếu) của Pháp của chủ nghĩa nữ quyền cấp tiến (féminisme radical) bắt nguồn từ làn sóng nữ quyền thứ hai. Chủ nghĩa này đặc trưng bởi việc sử dụng các công cụ khái niệm từ chủ nghĩa Marx để lý thuyết hóa chế độ phụ hệ và được hình thành chủ yếu xung quanh tạp chí Những câu hỏi về nữ quyền (Questions féministes).
Với trào lưu chống-bản chất luận (anti-essentialiste) sâu sắc này, người ta phải tìm kiếm nguồn gốc của chế độ phụ hệ trước hết không phải ở bất kỳ bản chất cụ thể nào của phụ nữ, cho dù là sinh học hay tâm lý, mà ở sự tổ chức của xã hội. Theo đó, các nhà nữ quyền duy vật đã nỗ lực phân tích "quan hệ xã hội về giới (sex)" (tức giới tính - genre), như là mối quan hệ giữa những giai cấp xã hội đối kháng nhau (giai cấp đàn ông và giai cấp phụ nữ), chứ không phải giữa các nhóm sinh học.
Từ đó, viễn tượng chính trị đạt được là mang tính cách mạng, vì sự đấu tranh giai cấp về giới phải dẫn đến sự biến mất của các giai cấp này và do đó là sự biến mất của giới tính.